# 12 Hours... in the life of Kylie Minogue
12 Hours... in the life of Kylie Minogue —en español: 12 Horas... en la vida de Kylie Minogue— es un corto documental, incluido en el DVD de Kylie Live: X2008, del tour de la cantante australiana Kylie Minogue en apoyo de su décimo álbum X, y como músicas como de Barry Manilow y extractos de músicas exitosas. Está centrado en todo el backstage del concierto con un excelente material extra y escenas inéditas. El toque dado a este documental es de un tono psicológico y de sentimientos por parte de la cantante.

## Contenido y Créditos
1. Entrada
2. 11 a. m. - Recogiendo a Kylie (Pick Up)
3. 12 p. m. - Lleg@da (@Venue)
4. 4 p. m. - Comprobando el sonido (Sound Check)
5. 5 p. m. - Maquillaje (Make-up)
6. 8 p. m. - Hora del espectáculo (Showtime)
7. Repertorio→ Apertura - Speakerphone 
 + Boombox 
 C.G.Y.O.O.M.H. 
 Ruffle My Feathers 
 In Your Eyes.
8. Sección H.B.R 
 Wow 
 Shocked (¡Editado!)
9. Loveboat 
 Copacabana
 Spinning Around «Dividido. Es una versión»
10. Posición del Cráneo (Acto Xposed)
11. Naughty Manga Girl Este crédito no está incluido
12. Sección Balada: 
 Flower 
 I Believe In You
13. Vals (piano) 
 On a Night Like This 
 Your Disco Needs You 
 Kids 
 Step Back In Time 
 In My Arms
14. No More Rain 
Love at First Sight 
 All I See «I'm The One» I Should Be So Lucky

## Soundtrack y Músicas en vivo
| Música                   | Tipo                           |
| ------------------------ | ------------------------------ |
| No More Rain             | melodía                        |
| No More Rain             | instrumental                   |
| Spinning Around          | ensayo                         |
| Copacabana               | cover de Barry Manilow; ensayo |
| Sensitized               | instrumental                   |
| Speakerphone             | en vivo                        |
| Can´t Get Out Of My Head | en vivo                        |
| Heart Beat Rock          | en vivo                        |
| Wow                      | en vivo                        |
| Copacabana               | en vivo                        |
| Like A Drug              | en vivo                        |
| Nu-Di-Ty                 | en vivo                        |
| Flower                   | en vivo                        |
| On A Night Like This     | en vivo                        |
| Kids                     | en vivo                        |
| In My Arms               | en vivo                        |
| No More Rain             | en vivo                        |
| I Should Be So Lucky     | en vivo                        |
| 2 Hearts                 | original                       |